# Michał Karliński
Michał Karliński – polski neurolog, doktor habilitowany nauk medycznych i nauk o zdrowiu.

## Życiorys
W 2007 r. ukończył studia lekarskie w Akademii Medycznej w Warszawie, w 2013 r. obronił pracę doktorską pt. Odstępstwa od protokołu u pacjentów poddawanych dożylnej terapii trombolitycznej w ramach rejestru Safe Implementation of Thrombolysis in Stroke (SITS) w populacji Polskiej i ich wpływ na wynik leczenia, której promotorem była prof. Anna Członkowska, w 2020 r. habilitował się na podstawie pracy zatytułowanej Czynniki wpływające na przebieg leczenia w ostrej fazie udaru mózgu ze szczególnym uwzględnieniem dożylnego leczenia trombolitycznego. 
Został pracownikiem naukowym w Instytucie Psychiatrii i Neurologii.